# Osiris
För andra betydelser, se Osiris (olika betydelser).

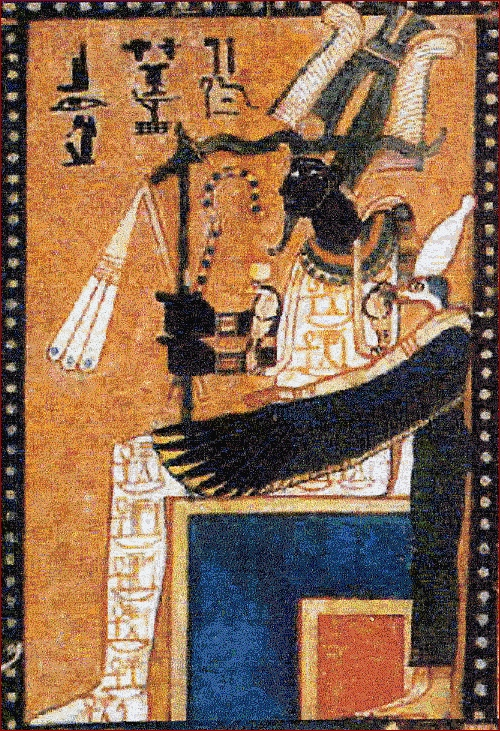
Osiris i De dödas bok.

Osiris var en av de mest centrala gudarna i egyptisk mytologi, son till Nut och Geb, make till Isis, fader till Horus, bror till Set. 
Osiris bildade tillsammans med sin hustru och son en central gudomlig triad i den egyptiska gudaskaran. Ursprungligen var Osiris en fruktbarhets- och sädesgud men liksom många andra egyptiska gudar ändrades hans funktion med tiden. Osiris personifierade pånyttfödelsen och berättelsen om honom utgjorde en förebild för de viktiga egyptiska begravningsriterna.

## Osiris och Set
| Q1 · D4 | A40 |

Osiris avundsjuke bror Set lurade in Osiris i en blysarkofag och lät sedan kistan sjunka ned i Nilen. Denna kista sköljdes i land intill staden Byblos där den fångades upp och till slut helt omslöts av en tamariskväxt. En lokal regent, som höll på att uppföra ett nytt palats, lät hugga ned trädet och dess stam blev så en pelare i palatset. I sin sorg och sitt sökande efter maken hade Isis tagit anställning som amma åt kungens barn och när hon till slut fått reda på var hennes make fanns, fick hon tillstånd att ta med sig kroppen. Hon lyckades återföra honom till livet genom sin magi och försökte tillsammans med sin syster Neftys gömma sig undan Set bland Nilens papyrusvass. Set upptäckte dem dock och lät denna gång stycka Osiris i tretton delar (femton enligt somliga uppgifter, beskrivningen återfinns bland annat i Jumilhac-papyrusen) som han spred ut över Egypten. Isis och Neftys lyckades efter flera års sökande återfinna alla bitarna och lyckades sätta ihop dem igen. Guden Ra lät Anubis och Thot balsamera kroppen och på så sätt skapade de den första mumien. Denna gång lyckades Isis blåsa liv i sin make och hålla sig gömd till dess hon blivit gravid. När Osiris återigen dog utsåg de andra gudarna honom till kung i underjorden Duat med titeln Neb-er-tcher, (ungefär: ”Härskare över den yttersta periferin”). Där vägde han de dödas själar mot Sanningens fjäder, varpå de antingen tyngdes ned av synd och slukades av Ammit eller lyftes upp och sändes till Aaru.

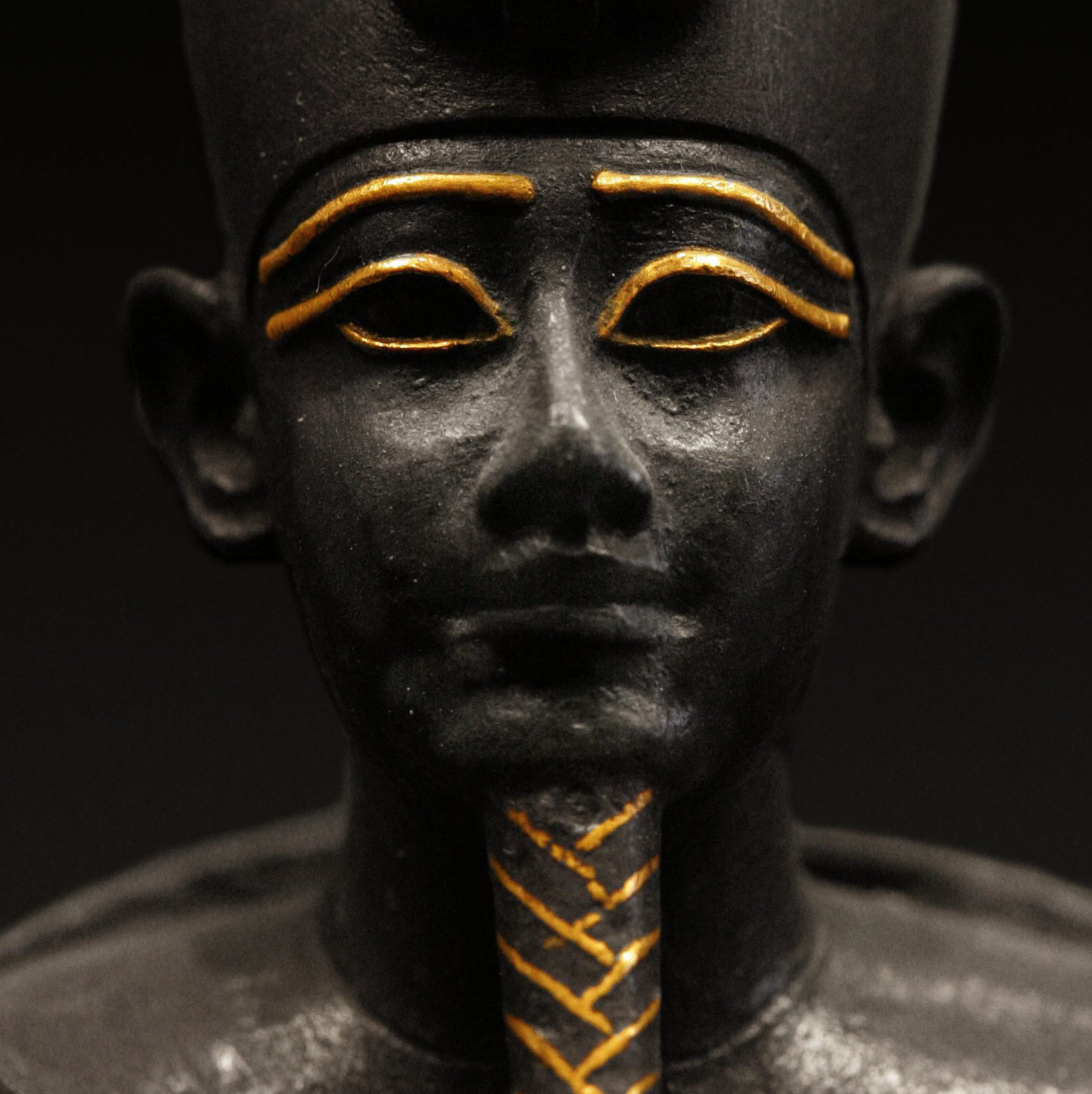
Osiris
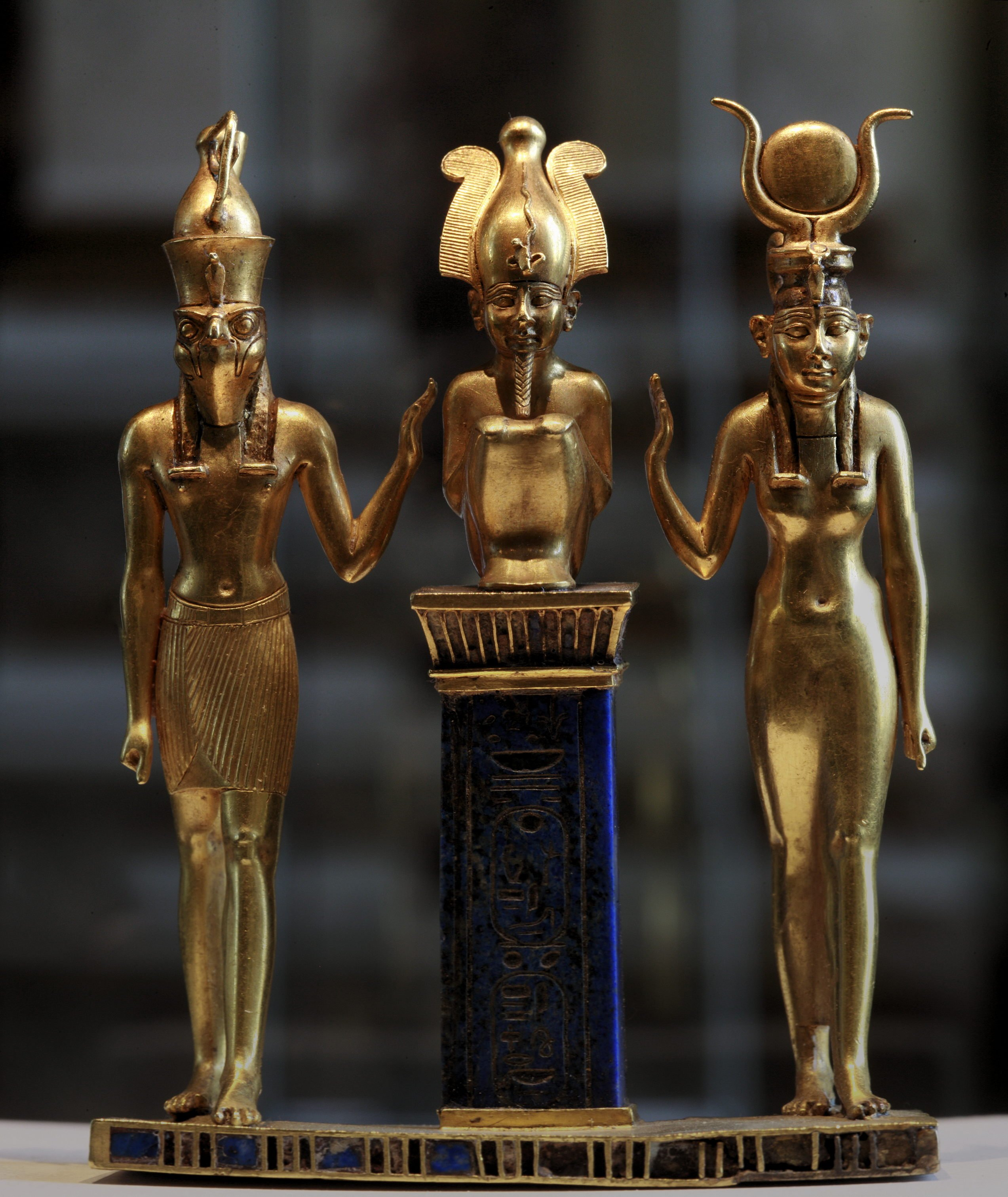
Osiris med Isis och Horus
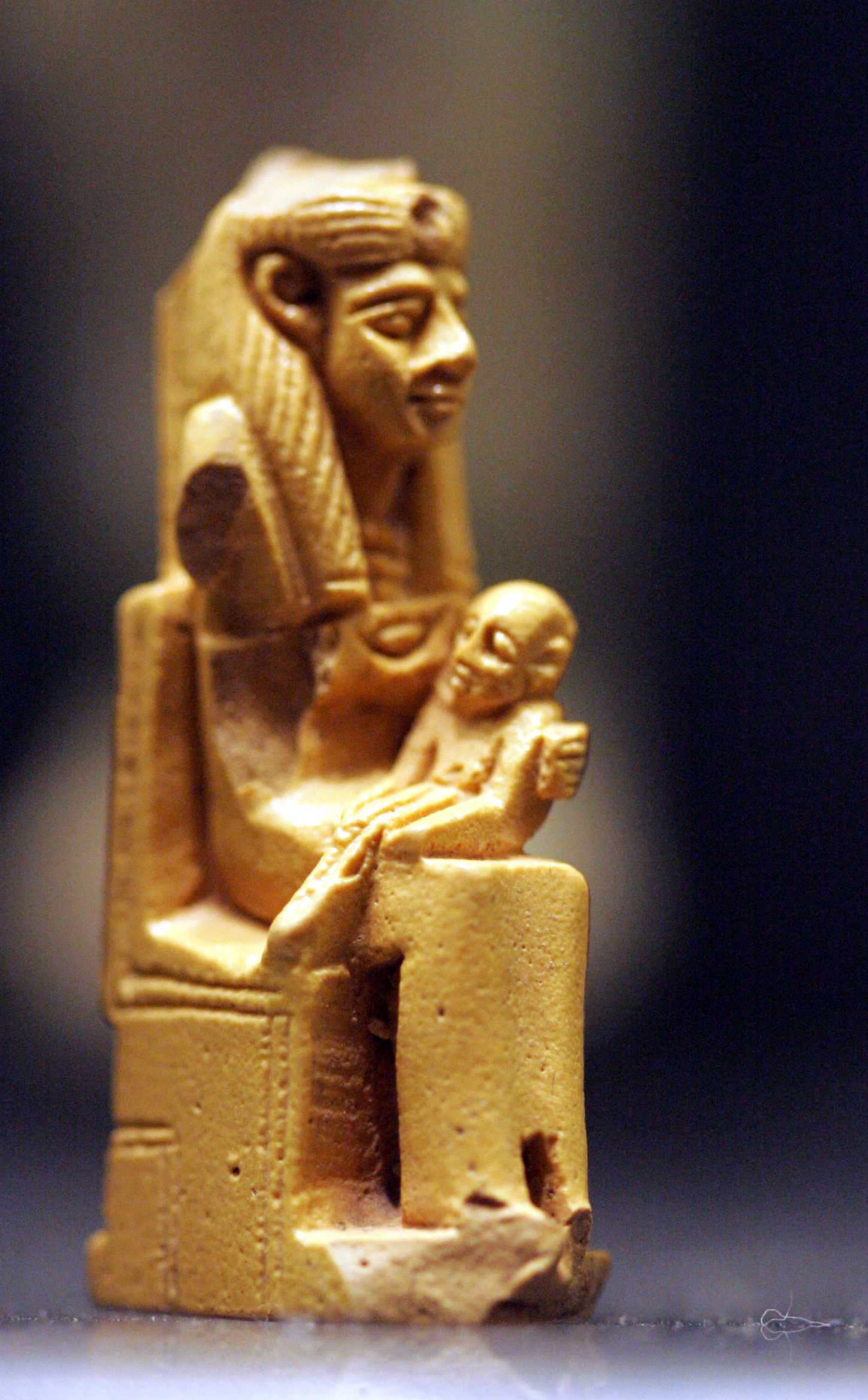
Isis ammar Horus
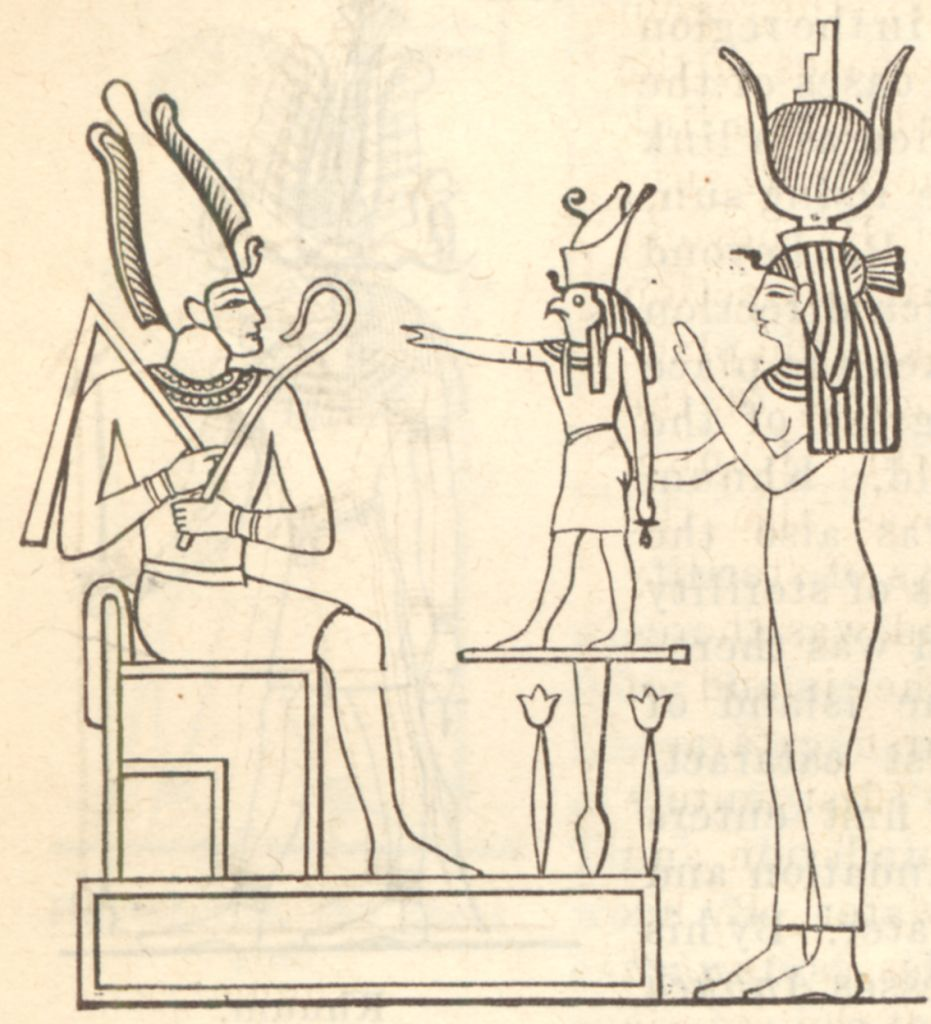
Triaden
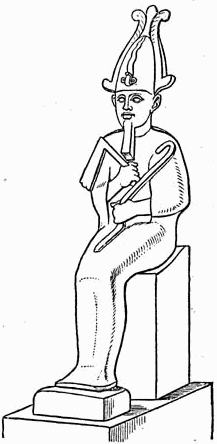
Osiris

## Motsvarigheter i andra religioner

### Yama
Osiris uppvisar en mängd likheter med den indiske dödsguden. Båda var från början människor, som efter döden blev härskare i dödsriket. Båda är gifta med sin tvillingsyster (i Osiris fall Isis, i Yamas Yami; Yama betyder för övrigt "tvilling"), och avbildas med grön hy (som ett lik). Medan Yama ibland framställs med oxhuvud, ibland ridande på en buffel, så dyrkades Osiris i form av den heliga Apis-tjuren. Medan Yama har två fyrögda hundar som för de dödas själar till hans rike, vaktas ingången till Osiris rike av vargen Wepwavet, och de döda ledsagas dit av den schakalhövdade Anubis.

### Tammuz
Den babyloniske fruktbarhetsguden (sumerernas Dumuzi) har troligen sitt ursprung i Osiris. Hans älskarinna, kärlekens och fruktbarhetens gudinna Ishtar, upptäcker en dag att Tammuz inte älskar henne och sänder honom i vredesmod till dödsriket där hennes tvillingsyster Ereshkigal härskar. Hon ångrar sig senare och vill ta tillbaka Tammuz, men dödsgudinnan har förälskat sig i honom och låter honom bara vistas bland de levande under halva året.
Ishtar är den babyloniska motsvarigheten till Isis (egyptiska Eset, hebreiska Ester) och är liksom denna livets och fruktbarhetens gudinna, och likt Isis försöker hon förgäves återföra sin döde man till livet. Medan hennes tvillingsyster är dödens gudinna, är det dock Isis tvillingbror Osiris som härskar över de döda. Bägge berättelserna är emellertid framställningar av växtlighetens årscykel, där fruktbarheten representeras av paren Osiris/Isis och Tammuz/Ishtar och ofruktbarheten av öknens gud Set/dödsgudinnan Ereshkigal.

### Hadad
Besläktad med Osiris-myten är möjligen den kanaaneiska berättelsen om åskguden Hadads nedstigande i dödsriket (känd från Ugarit-tavlorna). Hadad, eller Baal ("Herren"), blir fråntagen sitt liv av dödsguden Mot under en bjudning i dennes underjord. Hans hustru och syster, Anat, beger sig dock ner i underjorden, dräper Mot med svärd och återför Hadad till livet. Hadad var regnets gud och hade liksom Osiris en fruktbarhetsaspekt. Mot representerar här torkan eller markens ofruktbarhet, liksom Set, och berättelsen är en mytisk framställning av kampen mellan växtlighet och torka. Berättelsen kan ha hämtat en del inspiration från Osiris-myten men är till större delen en ombildning av berättelsen om Tammuz, vars namn Adon liksom Baal har betydelsen "Herren".

## Saker uppkallade efter Osiris
- Nedslagskratern Osiris på månen är uppkallad efter honom.[5]
- Nedslagskratern Osiris på Jupiters måne Ganymedes är uppkallad efter honom.[6]
- Asteroiden 1923 Osiris är uppkallad efter honom.[7]